# Soda Springs (koło Burbeck)
Soda Springs – obszar niemunicypalny w hrabstwie Mendocino, w Kalifornii (Stany Zjednoczone), na wysokości 226 m. Znajduje się na południowy wschód od Burbeck.